# Oscar Mathisen
Oscar Wilhelm Mathisen (4. října 1888 Kristiania – 10. dubna 1954 Oslo) byl norský rychlobruslař.
V roce 1907 se poprvé zúčastnil světového šampionátu, následně se poprvé stal norským mistrem. O rok později premiérově zvítězil na Mistrovství světa. V dalších letech, do roku 1914, vyhrál i na MS 1909, 1912, 1913 a 1914 (počet pěti získaných titulů mistra světa překonal až Sven Kramer v roce 2013) a na evropských šampionátech v letech 1909, 1912 a 1914. Šampionem Norska se stal také v letech 1909, 1910, 1912, 1913 a 1915. Během své kariéry dosáhl 14 světových rekordů, z nichž ten v závodě na 1500 m z roku 1914 nebyl pokořen 23 let. Po první světové válce se Mathisen stal profesionálním rychlobruslařem a v roce 1920 vyhrál profesionální světový šampionát. Závodů se účastnil až do svých 40 let, poslední starty absolvoval v roce 1929. V roce 1954 zastřelil svoji ženu Sigrid, která trpěla těžkými depresemi, a následně spáchal sebevraždu.
Jeho bratr Sigurd Mathisen byl rovněž rychlobruslař.
Na počest Oscara Mathisena, jednoho z nejúspěšnějších rychlobruslařů začátku 20. století, je od roku 1959 každoročně udělována cena Oscara Mathisena, která je určena pro nejúspěšnějšího rychlobruslaře sezóny.